# Organizações de caridade católica
Organizações de caridade católica é uma organização de caridade operado pela Igreja Católica.
O ensino espiritual católico inclui espalhar o Evangelho, enquanto o ensino social católico enfatiza o apoio aos doentes, pobres e aflitos através das obras corporais e espirituais de misericórdia. A Igreja Católica é o maior provedor não governamental de educação e serviços médicos do mundo.

## História
A Igreja Católica tem uma longa tradição de coordenar a caridade com os pobres, algo que estava intimamente ligado à eucaristia cristã inicial, com o ofício de diácono sendo iniciado para esse fim.
Com o tempo, isso se tornou parte das responsabilidades do bispo e, a partir do século IV, foi descentralizado para paróquias e ordens monásticas. Após a reforma, a igreja perdeu uma grande quantidade de propriedades, tanto nos países católicos quanto nos protestantes, e após um período de forte aumento da pobreza, a falta de assistência teve que se tornar mais tributária.

## Dados Estatísticos
Todos os anos a Igreja Católica publica o "Anuário Estatístico da Igreja", os quais são publicados pela Agência Fides, agência de notícias do Vaticano. Segundo os dados do Anuário de 2023, a Igreja Católica mantém 330.318 instituições de educação, saúde, de beneficência e assistência em 2022.

#### Institutos de educação
Na área educacional a Igreja Católica mantém 225.175 instituições responsáveis pela educação de 65.675.278 estudantes, desde o maternal, passando pelos estudos primários, secundário, médio e acadêmico. Distribuídos da seguinte maneira:
- 74.368 escolas maternais frequentadas por 7.565.095 alunos;
- 100.939 escolas primárias frequentadas por 34.699.835 alunos;
- 49.868 institutos secundários frequentados por 19.485.023 alunos;
- 2.483.406 alunos em escolas de ensino médio; e
- 3.925.325 estudantes universitários.

#### Institutos de saúde, de beneficência e assistência
Os Institutos de beneficência e assistência administrados pela Igreja incluem:
- 5.405 hospitais;
- 14.205 ambulatórios;
- 567 hospitais de hanseníase;
- 15.276 casas para idosos, doentes crônicos e deficientes;
- 9.703 orfanatos;
- 10.567 creches;
- 10.604 centros de aconselhamento matrimonial;
- 3.287 centros de educação e reeducação social;
- 35.529 instituições de outro tipo.

A divisão das instituições mantidas pela Igreja Católica nos continentes estão distribuídos da seguinte forma em 2021:
Ásia: 
- 1.076 hospitais;
- 3.400 dispensários;
- 330 leprosários;
- 1.685 asilos;
- 3.900 orfanatos;
- 2.960 jardins de infância.

África: 
- 964 hospitais;
- 5.000 dispensários;
- 260 leprosários;
- 650 asilos;
- 800 orfanatos;
- 2.000 jardins de infância.

América: 
- 1.900 hospitais;
- 5.400 dispensários;
- 50 leprosários;
- 3.700 asilos;
- 2.500 orfanatos;
- 4.200 jardins de infância.

Europa: 
- 1.230 hospitais;
- 2.450 dispensários;
- 4 Leprosários;
- 7.970 asilos;
- 2.370 jardins de infância.

Oceania: 
- 170 hospitais;
- 180 dispensários;
- 1 leprosário;
- 360 asilos;
- 60 orfanatos;
- 90 jardins de infância.

Estudos apontam que se que se a Igreja Católica saísse do continente africano 60% das escolas e hospitais seriam fechados.

## Lista de instituições de caridade católicas
- Ajuda à Igreja Que Sofre
- Ascensão
- CAFOD
- Catholic Charities USA
- Missões domésticas católicas
- Associação Católica de Bem-Estar do Oriente Próximo
- Serviços de assistência católica
- Caritas Internationalis
- CIDSE
- Fidesco International
- Serviço Jesuíta aos Refugiados
- Malteser International
- Renovabis
- Sociedade de São Vicente de Paulo
- Talitha Kum